# Franck Doté
Franck Doté, né le 15 décembre 1975, est un footballeur togolais des années 1990. Il est actuellement l'entraîneur du Ifodjè FC, club togolais de deuxième division, basé à Atakpamé.  

## Biographie
Franck Doté participe à la Coupe d'Afrique des nations 1998 puis à la Coupe d'Afrique des nations 2000 avec l'équipe du Togo. Lors de la CAN 1998, il inscrit un but contre le Burkina Faso.

## Buts en sélection
| Buts en sélection de Franck Doté | Buts en sélection de Franck Doté | Buts en sélection de Franck Doté | Buts en sélection de Franck Doté | Buts en sélection de Franck Doté | Buts en sélection de Franck Doté | Buts en sélection de Franck Doté |
|                                  | Date                             | Lieu                             | Adversaire                       | Score                            | Résultat                         | Compétition                      |
| -------------------------------- | -------------------------------- | -------------------------------- | -------------------------------- | -------------------------------- | -------------------------------- | -------------------------------- |
| 1.                               | 12 février 1998                  | Ouagadougou (Burkina Faso)       | Ghana                            | 1-0 (1 but à 26e)                | 2-1                              | CAN 1998 (1er tour)              |